# 稀树草鹀
稀树草鹀（学名：Passerculus sandwichensis），又稱薩凡納雀，是雀形目雀鹀科的一种鸟类。這個物種的形態相當多樣化，一共有十七種亞種，分成三大形態類別：稀树草鹀型（如東部亞種、阿留申亞種）、伊普斯威奇型和大嘴草鹀型（聖貝尼托亞種）。
種名sandwichensis源自拉丁文，是指烏納拉斯卡灣或阿留申群島的地名三文治，亦是源從本種第一個亞種阿留申亞種（P. s. sandwichensis），亞種名為地名所在處發現的地方，俗名是紀念亞力山大·威爾森，1811年他在喬治亞州薩凡納發現了該物種。

## 分類學
稀樹草鵐於1789年由德國自然學家約翰·弗里德里希·格梅林在他修訂擴展版的卡爾·林奈《自然系統》中正式描述。他將其歸類於鵐科屬下的鵐屬（Emberiza），並創造了二名法名稱Emberiza sandwichensis。 格梅林的描述基於由約翰·拉森於1783年描述的「三文治鵐」Sandwich bunting，以及托馬斯·彭南特於1785年描述的「烏納拉斯加鵐」。 拉森和彭南特都曾經見過由自然學家約瑟夫·班克斯擁有的一個標本，該標本是在1778年5月由詹姆斯·庫克的第三次航行期間於阿拉斯加南部的三文治海灣採集的。 雖然該標本並未保存下來， 但由藝術家兼自然學家威廉·艾利斯在航行期間繪製的彩色圖像目前保存在倫敦的自然歷史博物館中。
稀樹草鵐目前是唯一被歸入草鵐屬（Passerculus）的物種，該屬於1838年由法國自然學家夏爾·呂西安·波拿巴創立。 英文名稱「Savannah sparrow」（稀樹草鵐）於1811年由蘇格蘭裔美國鳥類學家亞歷山大·威爾遜首次提出，他在其著作《美國鳥類學；或美國鳥類的自然史》（American Ornithology; or, the Natural History of the Birds of the United States）的第三卷中引入了這個名稱。威爾遜首次在喬治亞州薩凡納海岸附近看到該物種。
2005年一項比較線粒體DNA序列的研究發現，之前通常被認為是一個有效物種的伊普斯威奇麻雀（Passerculus princeps）實際上是一個標誌明顯的亞種，而西南部的大嘴麻雀（Passerculus rostratus）則更為獨特。
目前已確認的17個亞種（包括大嘴麻雀）中，許多僅來自於越冬鳥類，並且大多數變異似乎是地域漸變的。四個額外的亞種不再被廣泛接受。該複合體通常被劃分為幾個群體：

## 亚种
- ：分布于加拿大中部和美国中北部；在墨西哥东北部过冬。
- ：分布于加拿大东南部（安大略到加斯佩半岛）和美国东北部；在美国东南部越冬。
- ：分布于魁北克东部、拉布拉多和纽芬兰；在德克萨斯州东南部越冬。
- ：分布于新斯科舍省、爱德华王子岛和马格达伦岛（英语：Magdalen Islands）；在巴哈马过冬。
- ：分布于阿留申群岛和北阿拉斯加到加拿大西南部；在墨西哥下加利福尼亚半岛越冬。
- ：分布于阿穆克塔島，东阿留申群岛和西阿拉斯加半岛；在南加利福尼亞州越冬；指名亞種。
- ：分布于阿拉斯加东南部（亚历山大群岛）和邻近的阿拉斯加大陆部分。
- ：分布于温哥华岛和西南部沿海的不列颠哥伦比亚到加利福尼亚西北部；在下加利福尼亚半岛越冬。
- ：分布于北加州沿海地区（洪堡縣至圣路易斯－奥比斯波县）。
- ：分布于北美洲的大盆地和大平原；越冬于墨西哥南部。
- ：分布于亚利桑那州中部和新墨西哥州北部至墨西哥北部（奇瓦瓦州）。
- ：分布于墨西哥（杜兰戈州至哈利斯科州、普埃布拉州、格雷罗州和瓦哈卡州）。
- ：分布于危地马拉极西南部的山区。
- ：分布于塞布尔岛（新斯科舍省）；在马萨诸塞州至乔治亚州沿海越冬。
- ：分布于南加州沿海（圣巴巴拉县）至下加利福尼亚州北部。
- ：分布于下加利福尼亚的維斯開諾灣（英语：Bahía Vizcaino）地区。
- 貝氏草鵐 ：分布于下加利福尼亚西部沿海地区（圣伊格纳西奥泻湖（英语：San Ignacio Lagoon）地区）。
- ：分布于下加利福尼亚州西部沿海地区（马格达莱纳湾（英语：Magdalena Bay）地区）。
- 聖貝尼托草鵐 ：分布于圣贝尼托群岛（下加利福尼亚半岛西部）。
- 大嘴草鹀 ：分布于下加利福尼亞州东北部（科罗拉多河口和邻近的索諾拉州）。
- ：分布于墨西哥西北部沿海地区（索诺拉州中部至锡那罗亚州中部地区）。[17]

根據近期研究顯示有三種亞種可分為獨立物種，牠們是大嘴草鹀（P. s. rostratus）、貝氏草鵐（P. s. guttatus）、聖貝尼托草鵐（P. s. sanctorum）。
中国青海省、日本、韩国、俄罗斯弗兰格尔岛及楚科奇半岛亦有该物种记录，但所属亚种尚有争议，可能是或。

## 分布
稀树草鹀分布在阿拉斯加、加拿大北部和中部、美國偏太平洋的沿岸、墨西哥和瓜地馬拉，牠們在棲息地裡繁殖。太平洋和墨西哥的族群為留鳥，其餘族群會在冬天遷徒至美國南部、加勒比海，最南端可到南美洲北部的國家，在西歐是罕見迷鳥。

## 特征
稀树草鹀体重约19.97克，翼长约72.8毫米，嘴峰长约12.8毫米，喙宽度约4.1毫米，喙厚度约5.4毫米，跗蹠长约20.7毫米，尾长约51.2毫米，其栖息地主要在开放的草原环境裡。牠們會在地面或低矮的灌木叢裡覓食，稀树草鹀是候鸟，冬季時牠們較常出現在位於草原旱地的放牧地，並會在冬季時聚集成群，食性为杂食性，主要以種子為食，繁殖期時會吃昆蟲。繁殖期時通常成對或家庭群體的形式出現，成群飛行時會呼叫細短的嘻聲，歌聲混合了唧唧聲和顫聲。

## Gallery

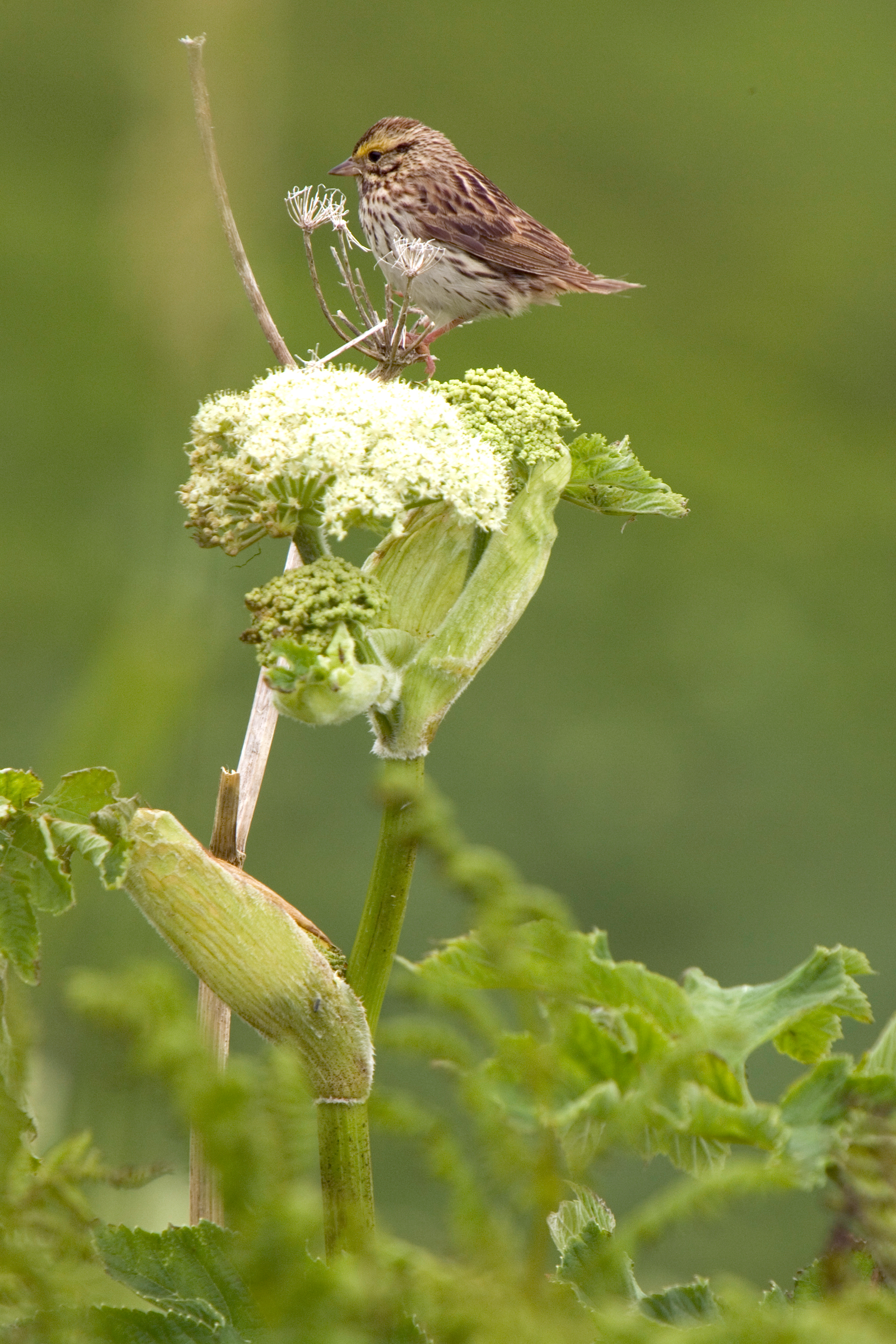
可能是 P. s. sandwichensis, 阿拉斯加州
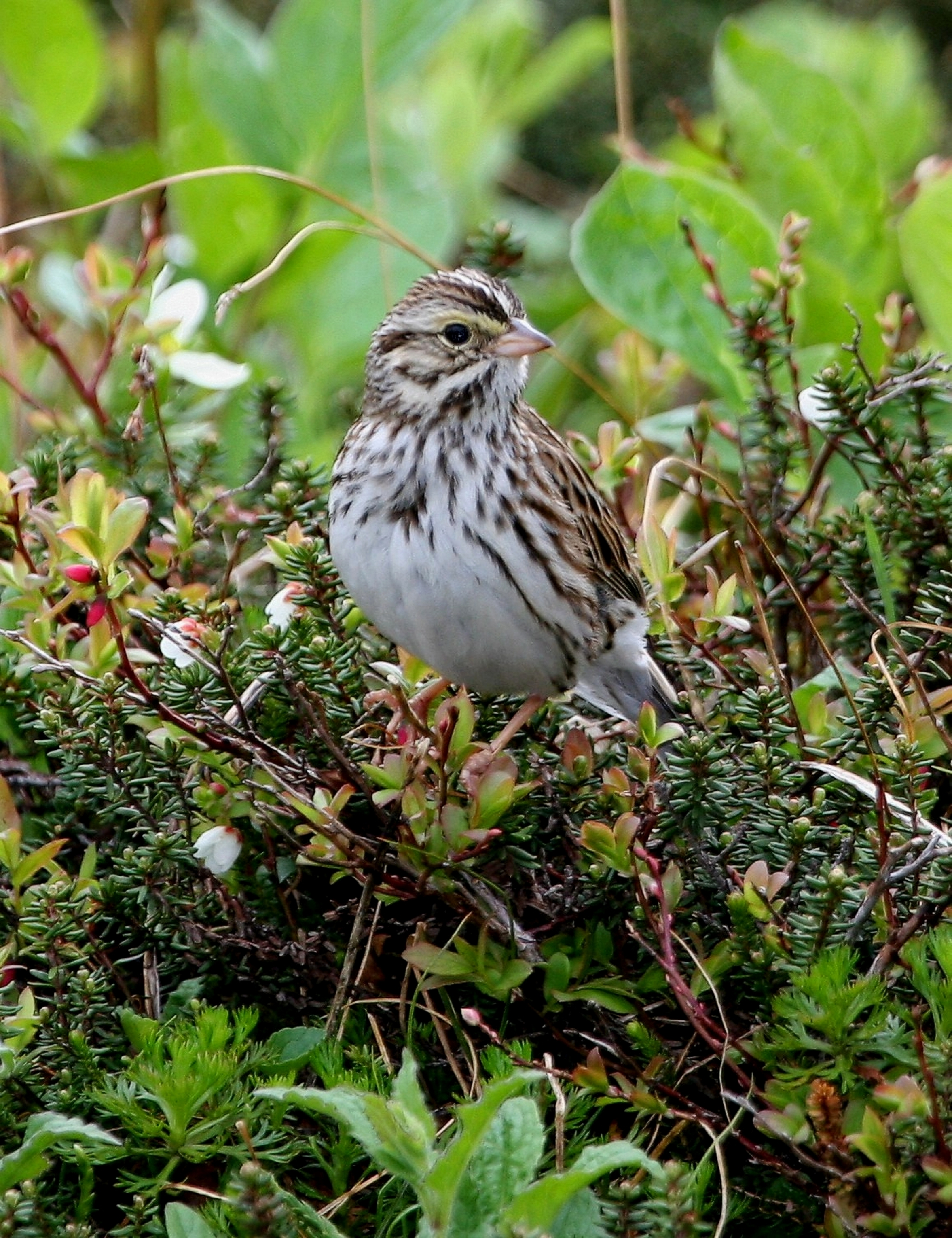
可能是 P. s. anthinus, 阿拉斯加州
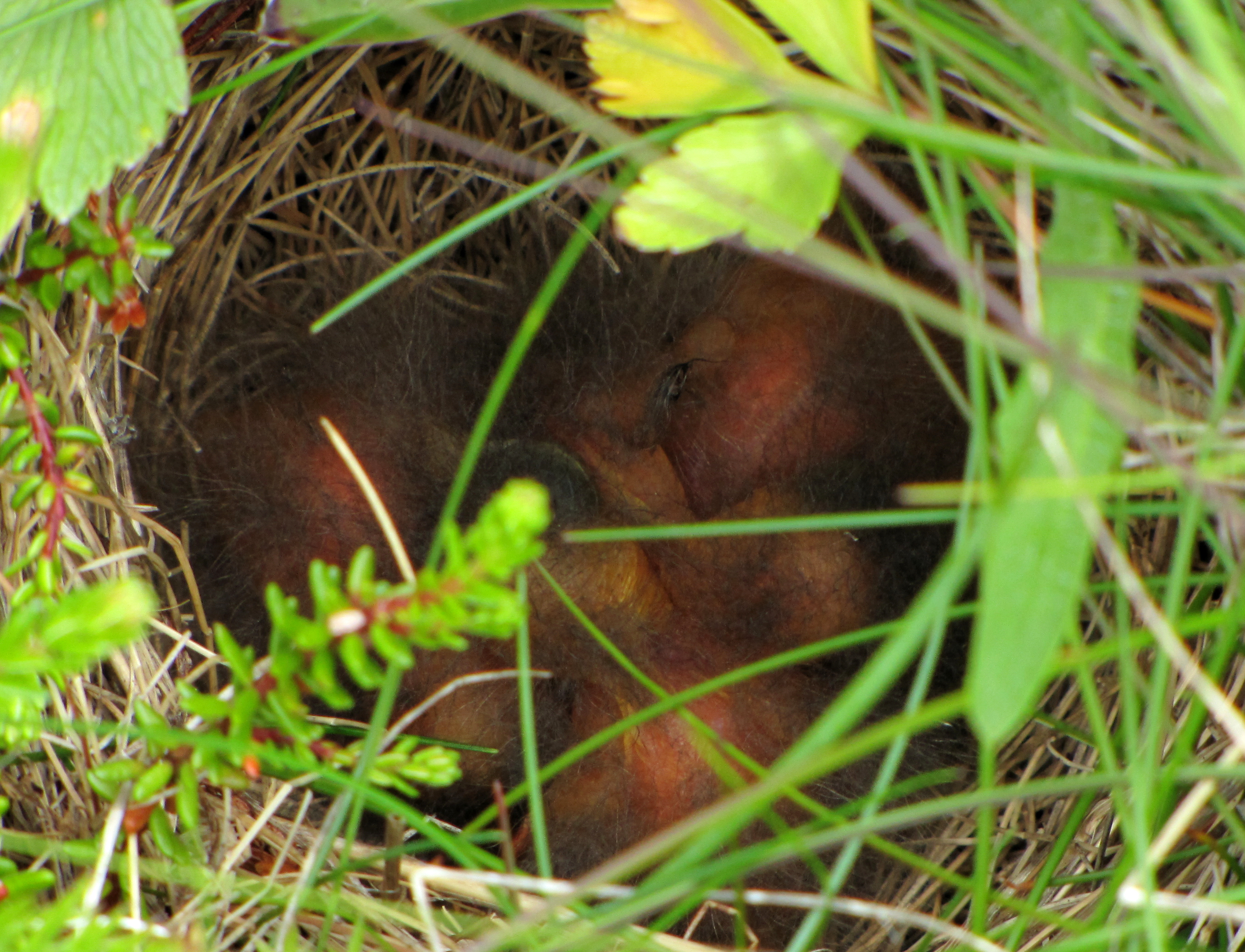
P. s. labradorius 巢
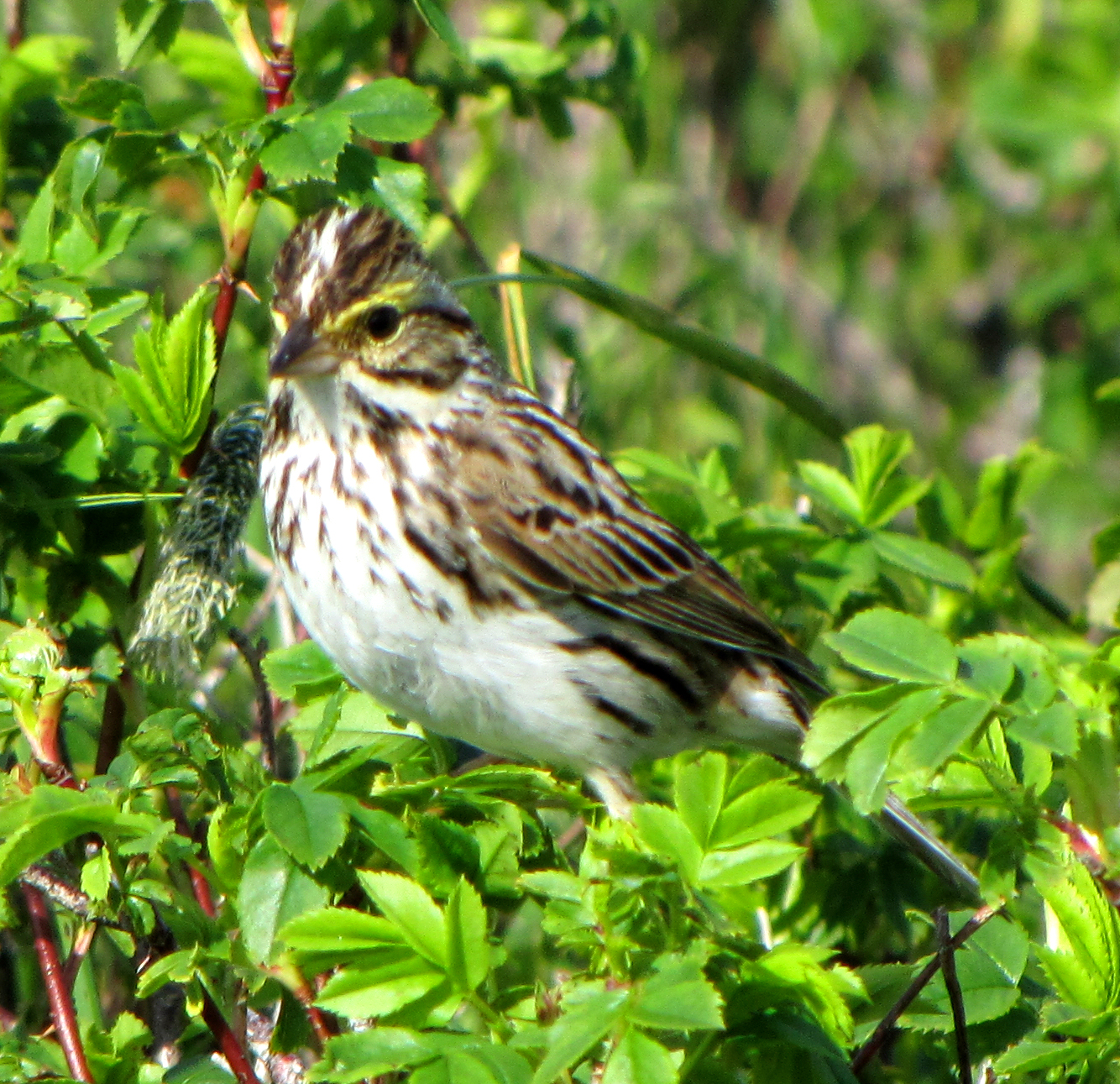
P. s. labradorius, 紐芬蘭
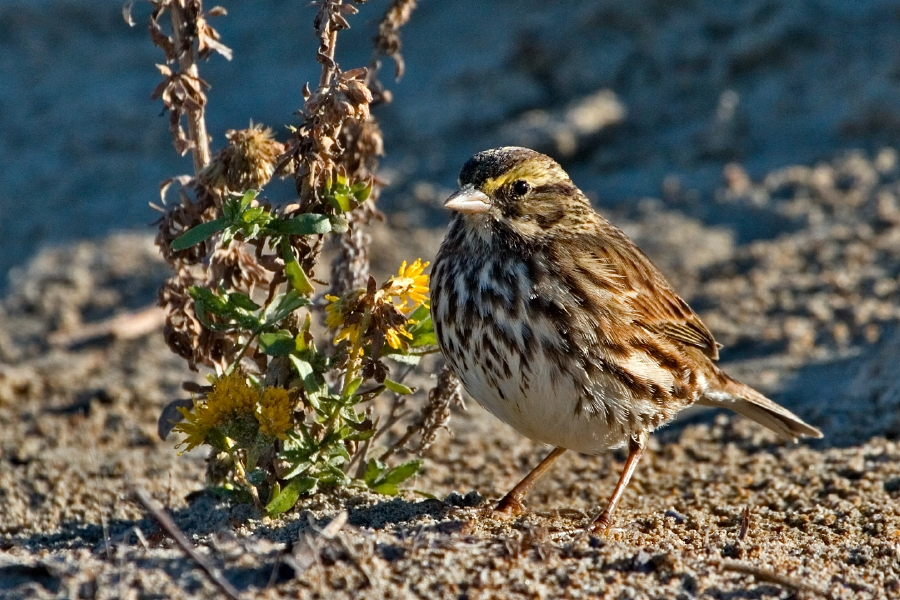
可能一隻 Belding's sparrow, 在加州越冬